# Kucsh kucsh hotá hai
A Kucsh kucsh hotá hai (Hindi: कुछ कुछ होता है, Urdu: کچھ کچھ ہوتا ہے) egy 1998-as Bollywood-i romantikus film.
Írta és rendezte Karan Johar; főszereplők: Sáhruh Hán és Kajol; Ráni Mukherdzsi Szalmán Hán. A filmnek nagy sikere volt Indiában és világszerte.

## Zene
| #  | cím                      | énekes                                          | idő  | megjegyzés                                               |
| -- | ------------------------ | ----------------------------------------------- | ---- | -------------------------------------------------------- |
| 1  | Kuch Kuch Hota Hai       | Udit Narayan, Alka Yagnik                       | 4:56 | title song                                               |
| 2  | Koi Mil Gaya             | Udit Narayan, Alka Yagnik, Kavita Krishnamurthy | 7:16 |                                                          |
| 3  | Saajanji Ghar Aaye       | Kumar Sanu, Alka Yagnik, Kavita Krishnamurthy   | 7:14 |                                                          |
| 4  | Kuch Kuch Hota Hai (Sad) | Alka Yagnik                                     | 1:26 |                                                          |
| 5  | Yeh Ladka Hai Deewana    | Udit Narayan, Alka Yagnik                       | 6:36 |                                                          |
| 6  | Tujhe Yaad Na Meri Aayee | Udit Narayan, Alka Yagnik                       | 7:03 |                                                          |
| 7  | Raghupati Raghav         | Shankar Mahadevan, Alka Yagnik                  | 2:05 |                                                          |
| 8  | Ladki Badi Anjani Hai    | Shankar Mahadevan, Alka Yagnik                  | 6:23 |                                                          |
| 9  | Kuch Kuch Hota Hai       | Udit Narayan, Alka Yagnik                       | 4:41 | Remix by Jatin Sharma / only available on German version |
| 10 | Tujhe Yaad Na Meri Aay   | Udit Narayan, Alka Yagnik                       | 4:44 | Remix by Jatin Sharma / only available on German version |

## Díjak

### 1998 Filmfare Awards
- Best Movie – Yash Johar
- Best Director – Karan Johar
- Best Actor – Shahrukh Khan
- Best Actress – Kajol
- Best Supporting Actor – Salman Khan
- Best Supporting Actress – Rani Mukerji
- Best Art Direction – Sharmishta Roy
- Best Screenplay – Karan Johar